# 李帥 (野球)
李 帥（り すい、リ・スァイ、Li Shuai、1985年7月11日 - ）は、中華人民共和国出身の元プロ野球選手（投手）。
李師と表記されることもあるが、これは誤り。

## 経歴
2006年にはワールドベースボールクラシック中国代表に選出された。その際日本代表のミーティングで要注意投手として指示されていたが日本戦での登板機会はなかった。
2009年から、中国野球リーグ（CBL）の河南エレファンツに所属していた。
2013年には第3回WBC中国代表に選出された。3月3日に福岡ヤフオク!ドームで行われた1次ラウンド1回戦、日本代表戦で登板し、糸井嘉男、中田翔から見逃し三振を奪うなど、1回をわずか12球で終えた。しかし、この1試合の登板に終わり、チームも1次ラウンドで姿を消した。

## プレースタイル・人物
非常に低いアンダースローから両サイドに球を投げ込む。大きなカーブ、シンカーなどを武器とする。